# زلزال ديشي 1933
زلزال ديشي 1933 هو زلزالٌ وقعَ في ديشي ‏ في الصين بتاريخ 25 أغسطس 1933.